# Сан Хуан Капистрано (град, Калифорния)
Сан Хуан Капистрано (на английски: San Juan Capistrano) е град в окръг Ориндж, щата Калифорния, САЩ.
Сан Хуан Капистрано е с население от 33826 жители (2000) и обща площ от 37,1 km². Намира се на 37 m надморска височина. ЗИП кодовете му са 92675, а телефонният му код е 949.